# Astiphromma prolongator
Astiphromma prolongator är en stekelart som beskrevs av Aubert och Shaumar 1978. Astiphromma prolongator ingår i släktet Astiphromma och familjen brokparasitsteklar. Inga underarter finns listade.